# Швальм (приток Мааса)
Швальм (нем. Schwalm, нидерл. Swalm) — река в Германии и Нидерландах, протекает по земле Северный Рейн-Вестфалия и по региону Лимбург. Длина реки — 45 км. Площадь водосборного бассейна — около 290 км² (по другим данным — 277 км²), из которых 90 % приходятся на немецкую территорию.
Река начинается в Германии, юго-восточнее города Вегберг на высоте 85 метров над уровнем моря. Немецкая часть русла канализирована, в Нидерландах берега имеют естественный характер. Течёт по глубокой долине, пересекающей три террасы, сложенные песком, глиной и гравием. Берега в верхнем и среднем течении покрыты лесами; ниже Свальмена начинаются луга и болота. Впадает в Маас, высота устья — 15 метров над уровнем моря. Ширина реки — от 3 до 10 метров, глубина — до 1 метра, скорость течения воды в разных местах от 0,1 до 1 м/с.